# Biafra
Biafra (Republika Biafry) – państwo, które istniało w południowo-wschodniej Nigerii od 30 maja 1967 do 15 stycznia 1970 i obejmowało obszar w okolicy wybrzeży Nigerii i Kamerunu. Jego nazwa pochodzi od zatoki Biafra, części Zatoki Gwinejskiej.

## Historia
W styczniu 1966 oficerowie nigeryjskiej armii, pochodzący z ludu Ibo, przeprowadzili nieudany zamach stanu. W maju i wrześniu tego samego roku doszło do masowych wystąpień wobec ludności Ibo w południowej Nigerii. Większość z 8 milionów członków ludu Ibo zamieszkiwało jednak ówczesny Region Wschodni. Gubernator wojskowy tego regionu, pułkownik Chukwuemeka Odumegwu Ojukwu ogłosił go niepodległym państwem ze stolicą w Enugu. Nowe państwo formalnie zostało uznane tylko przez kilka państw świata, w tym przez Gabon, Wybrzeże Kości Słoniowej, Tanzanię, Zambię. Inne państwa jak Izrael, Francja, RPA, Portugalia i Watykan oficjalnie nie uznały Biafry jako państwa, ale udzieliły wsparcia.
Nigeria odpowiedziała początkowo na zbrojną rebelię blokadą ekonomiczną. W czerwcu 1967 zebrała siły wojskowe i rozpoczęła operację militarną. Początkowo wojska Biafry odnosiły sukcesy, wdzierając się nawet na terytorium Nigerii. Później jednak armii nigeryjskiej udawało się stopniowo zajmować kolejne tereny oderwanego regionu, zmuszając rebeliantów do kilkakrotnego przeniesienia stolicy Biafry, początkowo do miasta Aba, potem do Umuahia, na sam koniec do Owerri.
W 1970 Biafra, całkowicie spustoszona przez wojnę, była już na granicy upadku. Generał Ojukwu uciekł z kraju, a reszta terytorium Biafry powróciła do Nigerii.

## Siły zbrojne
Dowódcą sił powietrznych Biafry był Polak, dawny dowódca dywizjonu 303, Jan Zumbach. W czasie swojego pobytu w Biafrze zasłynął atakiem na nigeryjskie lotnisko w Makurdi, w którym śmierć poniósł szef sztabu armii nigeryjskiej. Na początku w skład sił powietrznych wchodziły dwa B-25 Mitchell, jeden A-26 Invader (pilotowany przez Zumbacha), jeden DC-3 oraz jeden Dove. W 1968 szwedzki pilot Carl Gustaf von Rosen zaproponował program MiniCOIN, polegający na wykorzystaniu zmodyfikowanej wersji lekkich samolotów szkoleniowych MFI-9 produkcji szwedzkiej. Zbudowano pięć takich maszyn, zdolnych do przenoszenia rakiet przeciwpancernych 68 mm. We wrześniu 1969 zakupiono również cztery T-6G, należące wcześniej do Francuskich Sił Powietrznych. Samoloty te służyły aż do stycznia 1970.
Biafra przejęła w maju 1967 roku nigeryjski patrolowiec „Ibadan”, który został wcielony do służby jako „Vigilance”, lecz został zatopiony przez okręty nigeryjskie w Port Harcourt 10 września 1967 roku.

## Klęska głodu

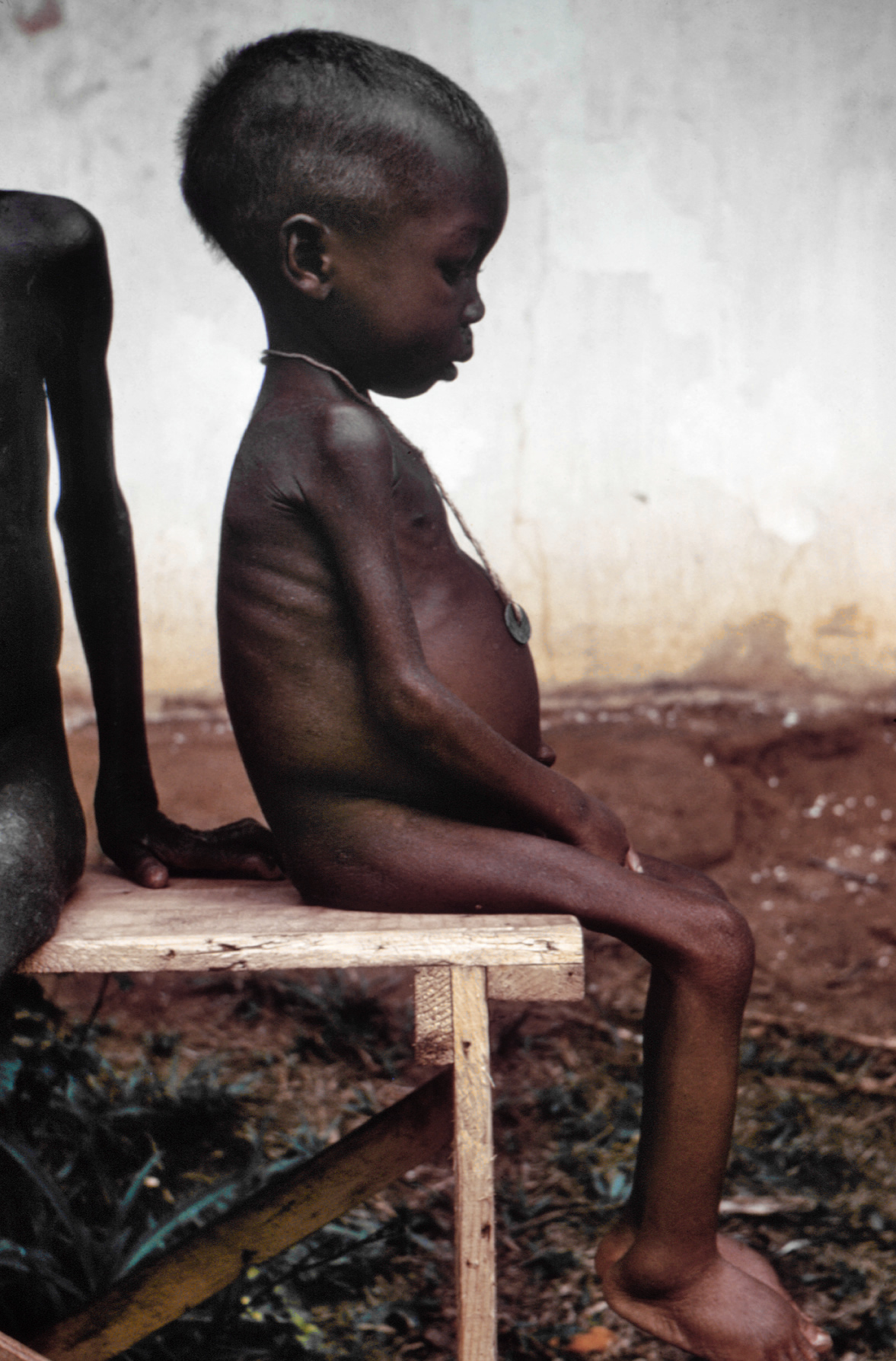
Dziecko cierpiące na głód i kwashiorkor podczas nigeryjsko-biafrańskiej wojny domowej w 1968

Ocenia się, że w trakcie konfliktu zginęło około miliona osób, w tym w dużej części dzieci, głównie na skutek klęski głodu powstałej w wyniku blokady ekonomicznej oraz załamania produkcji rolniczej w obszarze. Oficjalne władze Nigerii za głównych winowajców klęski głodu uważały przywódców rebelii. Ujawnione w 2012 roku przez Departament Stanu Stanów Zjednoczonych dokumenty wskazują na to, że przywódca rządu Nigerii Yakubu Gowon nie zgadzał się na pomoc żywnościową dostarczaną korytarzem lotniczym przez Czerwony Krzyż. Z kolei przywódcy Biafry nie chcieli zgodzić się na pomoc dostarczaną drogą lądową, gdyż obawiali się, że żywność będzie zatruta. W opublikowanych również w 2012 r. przez nigeryjskiego pisarza Chinua Achebe wspomnieniach o biafrańskiej wojnie przytoczone zostało stanowisko ówczesnego ministra finansów Nigerii Obafemi Awolowo: „Wszystko jest uczciwe w wojnie, a głód jest jedną z broni wojny. Nie rozumiem, dlaczego mamy karmić naszych wrogów, aby mogli walczyć bardziej zaciekle”.

## Prezydenci Biafry
- Chukwuemeka Odumegwu Ojukwu (30 maja 1967 – 8 stycznia 1970)
- Philip Effiong (8 stycznia 1970 – 12 stycznia 1970)